# Верх-Гондыр
Верх-Гондыр — деревня в Куединском районе Пермского края. Входит в состав Большегондырского сельского поселения.

## Географическое положение
Расположена на реке Гондырка, примерно в 4 км к югу от села Большой Гондыр и в 23 км к юго-западу от Куеды. Ближайшая железнодорожная станция — о.п. 1253 км, находится в 2 км к северу от деревни.

## Население
В 1926 году в селе проживало 234 башкир.
| 2010 |
| ---- |
| 234  |

## Топографические карты
- Лист карты P-40-123.